# Gabinete Vučević
El gobierno de Vučević es el decimoctavo gobierno de la República de Serbia desde el 2 de mayo de 2024, bajo el XIII legislatura de la Asamblea Nacional.
Está dirigido por el conservador Miloš Vučević, ganador por mayoría absoluta de las elecciones parlamentarias de diciembre de 2023, y se basa en una coalición entre el Partido Progresista y el Partido Socialista. Sucede al gobierno Brnabić III.

## Historial de mandatos
Este gobierno está dirigido por el ministro de Defensa saliente , Miloš Vučević. Está formado y apoyado por una coalición entre el Partido Progresista Serbio (SNS) y el Partido Socialista de Serbia (SPS). Juntos tienen 149 diputados de 250, o 59,6% de escaños en la Asamblea Nacional.
Se formó tras las elecciones legislativas anticipadas del 17 de diciembre de 2023.
Sucede así al gobierno Brnabić III, formado en octubre de 2022 y a Ana Brnabic, primera ministra desde 2017 y basado en una alianza idéntica.

### Formación
La coalición gubernamental Serbia no debe detenerse (SNSDS) va muy por delante e incluso se acerca a la mayoría absoluta de los votos emitidos. La coalición del Partido Progresista Serbio (SNS) del presidente Aleksandar Vučić obtuvo así casi el doble de votos que la coalición de oposición Serbia contra la Violencia (SPN), que quedó en segundo lugar. Aleksandar Vučić gana así su apuesta de convocar elecciones anticipadas, de las que sale reforzado. Declarando «muy orgulloso» de la campaña realizada, felicita al SNSDS que obtiene la mayoría de los escaños que le habían escapado por poco en las elecciones anteriores.
El 30 de marzo de 2024, el presidente Aleksandar Vučić propuso al Parlamento la candidatura de Miloš Vučević como presidente del Gobierno. Formó su gobierno el 2 de mayo.

## Gabinete ministerial

### Primer Ministro de la República de Serbia
| Fotografía | Primer Ministro | Período           | Período     | Partido | Partido |
| Fotografía | Primer Ministro | Inicio            | Fin         | Partido | Partido |
| ---------- | --------------- | ----------------- | ----------- | ------- | ------- |
|            | Miloš Vučević   | 2 de mayo de 2024 | En el cargo |         |         |

### Vice primeros ministros de la República de Serbia
| Fotografía | Titulares        | Período               | Período     | Partido | Partido |
| Fotografía | Titulares        | Inicio                | Fin         | Partido | Partido |
| ---------- | ---------------- | --------------------- | ----------- | ------- | ------- |
|            | Ivica Dačić      | 26 de octubre de 2022 | En el cargo |         |         |
|            | Irena Vujović    | 2 de mayo de 2024     | En el cargo |         |         |
|            | Aleksandar Vulin | 2 de mayo de 2024     | En el cargo |         | PS      |
|            | Siniša Mali      | 26 de octubre de 2022 | En el cargo |         |         |

### Ministerios
| Ministerio                                   | Fotografía | Titular                      | Período               | Período     | Partido | Partido |
| Ministerio                                   | Fotografía | Titular                      | Inicio                | Fin         | Partido | Partido |
| -------------------------------------------- | ---------- | ---------------------------- | --------------------- | ----------- | ------- | ------- |
| Finanzas                                     |            | Siniša Mali                  | 29 de mayo de 2018    | En el cargo |         |         |
| Economía                                     |            | Adrijana Mesarović           | 2 de mayo de 2024     | En el cargo |         |         |
| Agricultura, Silvicultura y Gestión del Agua |            | Aleksandar Martinović        | 2 de mayo de 2024     | En el cargo |         |         |
| Protección Ambiental                         |            | Irena Vujović                | 28 de octubre de 2020 | En el cargo |         |         |
| Construcción, Transporte e Infraestructura   |            | Goran Vesić                  | 26 de octubre de 2022 | En el cargo |         |         |
| Minería y Energía                            |            | Dubravka Đedović             | 26 de octubre de 2022 | En el cargo |         | Ind     |
| Comercio Interior y Exterior                 |            | Tomislav Momirović           | 26 de octubre de 2022 | En el cargo |         |         |
| Justicia                                     |            | Maja Popović                 | 28 de octubre de 2020 | En el cargo |         | Ind     |
| Administración Pública y Autonomía Local     |            | Jelena Žarić Kovačević       | 9 de abril de 2024    | En el cargo |         |         |
| Derechos Humanos, Minorías y Diálogo Social  |            | Tomislav Žigmanov            | 26 de octubre de 2022 | En el cargo |         | DSHV    |
| Interior                                     |            | Ivica Dačić                  | 2 de mayo de 2024     | En el cargo |         |         |
| Defensa                                      |            | Bratislav Gašić              | 2 de mayo de 2024     | En el cargo |         |         |
| Relaciones Exteriores                        |            | Marko Đurić                  | 2 de mayo de 2024     | En el cargo |         |         |
| Integración Europea                          |            | Tanja Miščević               | 26 de octubre de 2022 | En el cargo |         | Ind     |
| Educación                                    |            | Slavica Đukić Dejanović      | 25 de julio de 2023   | En el cargo |         |         |
| Salud                                        |            | Zlatibor Lončar              | 2 de mayo de 2024     | En el cargo |         |         |
| Trabajo, Empleo, Veteranos y Política Social |            | Nemanja Starović             | 2 de mayo de 2024     | En el cargo |         |         |
| Bienestar Familiar y Demografía              |            | Milica Đurđević Stamenkovski | 2 de mayo de 2024     | En el cargo |         | SSZ     |
| Deportes                                     |            | Zoran Gajić                  | 26 de octubre de 2022 | En el cargo |         | Ind     |
| Cultura                                      |            | Nikola Selaković             | 2 de mayo de 2024     | En el cargo |         |         |
| Bienestar Rural                              |            | Milan Krkobabić              | 28 de octubre de 2020 | En el cargo |         |         |
| Ciencia, Desarrollo Tecnológico e Innovación |            | Jelena Begović               | 26 de octubre de 2022 | En el cargo |         |         |
| Turismo y Juventud                           |            | Husein Memić                 | 26 de octubre de 2022 | En el cargo |         |         |
| Información y Telecomunicaciones             |            | Dejan Ristić                 | 2 de mayo de 2024     | En el cargo |         |         |
| Inversiones Públicas                         |            | Darko Glišić                 | 2 de mayo de 2024     | En el cargo |         |         |